# Jamal Mohammed
Jamal Mohammed (Nairobi, 24 novembre 1984) è un ex calciatore keniota, di ruolo centrocampista.

## Carriera

### Club
Ha giocato nella massima serie kuwaitiana, in quella rumena, in quella keniota ed in quella omanita.

### Nazionale
Tra il 2007 e il 2014 ha giocato 40 partite con la nazionale keniota, realizzandovi anche due reti.

## Statistiche

### Cronologia presenze e reti in nazionale
| Cronologia completa delle presenze e delle reti in nazionale ― Kenya | Cronologia completa delle presenze e delle reti in nazionale ― Kenya | Cronologia completa delle presenze e delle reti in nazionale ― Kenya | Cronologia completa delle presenze e delle reti in nazionale ― Kenya | Cronologia completa delle presenze e delle reti in nazionale ― Kenya | Cronologia completa delle presenze e delle reti in nazionale ― Kenya | Cronologia completa delle presenze e delle reti in nazionale ― Kenya | Cronologia completa delle presenze e delle reti in nazionale ― Kenya |
| Data                                                                 | Città                                                                | In casa                                                              | Risultato                                                            | Ospiti                                                               | Competizione                                                         | Reti                                                                 | Note                                                                 |
| -------------------------------------------------------------------- | -------------------------------------------------------------------- | -------------------------------------------------------------------- | -------------------------------------------------------------------- | -------------------------------------------------------------------- | -------------------------------------------------------------------- | -------------------------------------------------------------------- | -------------------------------------------------------------------- |
| 11-11-2011                                                           | Victoria                                                             | Seychelles                                                           | 0 – 3                                                                | Kenya                                                                | Qual. Mondiali 2014                                                  | -                                                                    |                                                                      |
| 15-11-2011                                                           | Nairobi                                                              | Kenya                                                                | 4 – 0                                                                | Seychelles                                                           | Qual. Mondiali 2014                                                  | -                                                                    |                                                                      |
| 2-6-2012                                                             | Kasarani                                                             | Kenya                                                                | 0 – 0                                                                | Malawi                                                               | Qual. Mondiali 2014                                                  | -                                                                    |                                                                      |
| 9-6-2012                                                             | Windhoek                                                             | Namibia                                                              | 1 – 0                                                                | Kenya                                                                | Qual. Mondiali 2014                                                  | -                                                                    |                                                                      |
| 23-3-2013                                                            | Calabar                                                              | Nigeria                                                              | 1 – 1                                                                | Kenya                                                                | Qual. Mondiali 2014                                                  | -                                                                    |                                                                      |
| 5-6-2013                                                             | Kasarani                                                             | Kenya                                                                | 0 – 1                                                                | Nigeria                                                              | Qual. Mondiali 2014                                                  | -                                                                    |                                                                      |
| 12-6-2013                                                            | Blantyre                                                             | Malawi                                                               | 2 – 2                                                                | Kenya                                                                | Qual. Mondiali 2014                                                  | -                                                                    |                                                                      |
| 8-9-2013                                                             | Kasarani                                                             | Kenya                                                                | 1 – 0                                                                | Namibia                                                              | Qual. Mondiali 2014                                                  | -                                                                    |                                                                      |
| Totale                                                               |                                                                      | Presenze                                                             | 8                                                                    |                                                                      | Reti                                                                 | 0                                                                    |                                                                      |